# Barnriktat tal
Barnriktat tal är tal som riktar sig till barn, vilket typiskt uppvisar egenskaper som skiljer sig från vuxenriktat tal. Jämfört med vuxenriktat tal uppvisar barnriktat tal bland annat längre pauser, högre artikulationshastighet och genomsnittligt högre samt mer varierad f0.
Forskning visar också att barn föredrar någonting i det som typiskt karaktäriserar barnriktat tal, framför vuxenriktat tal.